# Hellum
Hellum est un village situé dans la commune néerlandaise de Midden-Groningue, dans la province de Groningue. En 2009, le village comptait environ 600 habitants.